# Asplenium azoricum
Asplenium azoricum (Milde) Lovis, Rasbach & Reichstein 1977 é uma espécie de feto de origem híbrida, pertencente à família das  Aspleniaceae. A espécie é um endemismo dos Açores, descendente da espécie ancestral Asplenium anceps, com origem na Macaronésia.

## Descrição
Espécie com frondes coreáceas, com a ráquis espessada, de cor grená escuro e brilhante. Uma característica típica deste feto, que partilha com todos os descendentes de Asplenium anceps, é a existência de uma pequena aurícula na base das pínulas medianas e inferiores, dirigida em direcção ao ápex da lâmina, com um ou dois soros na sua face inferior.

## Distribuição ehabitat
Endemismo presente em todas as ilhas do arquipélago dos Açores. A espécie ocorre entre as pedras das paredes dos cerrados e nas fendas das rochas vulcânicas orientadas em direcção ao norte e ao noroeste. Dependendo do grau de exposição à radiação solar, o fenótipo da espécie altera-se substancialmente, aparecendo espécimes tanto mais coreáceos quanto mais luz solar receba. 

## Híbridos
- Asplenium azomanes (A. trichomanes ssp. coriaceifolium): híbrido alotetraplóide por cruzamento entre A. azoricum e A. trichomanes.